# دیورمنوو
دیورمنوو (انگلیسی: Dyurmenevo) یک شهرک در شهرستان شارانسکی استان باشقیرستان کشور روسیه است.